# Grupa
Grúpa v matematiki je množica z binarno operacijo, kjer je operacija asociativna in ima nevtralen element, vsak element pa ima pripadajoč inverzni element. Je eden od osnovnih pojmov sodobne algebre. Grupe tvorijo temelj drugim algebrskim strukturam, kot so obsegi in vektorski prostori, in so pomembne pri raziskovanju simetrije v vseh njenih oblikah.

## Definicija
Grupa je par (G, *), kjer je G = {a, b, ...} neprazna množica in * asociativna dvočlena operacija na G: G × G → G, ki ga imenujemo operacija grupe in, ki vsakemu urejenemu paru (a, b) {\displaystyle \in } G priredi natanko en element a * b {\displaystyle \in } G. Operacija * mora zadoščati pogojem (»aksiomom grupe«):
- Za vsak a, b {\displaystyle \in } G, velja a * b {\displaystyle \in } G. (Zakon o zaprtosti).
- Za vsak a, b in c {\displaystyle \in } G, velja (a * b) * c = a * (b * c) (Zakon o združevanju faktorjev (Zakon o asociativnosti)).
- V G obstaja takšen element e, za katerega za vsak a {\displaystyle \in } G velja e * a = a * e = a (Zakon o nevtralnem elementu (identiteti)).
- Za vsak a {\displaystyle \in } G obstaja takšen element b {\displaystyle \in } G, za katerega velja a * b = b * a = e (Zakon o obratnem elementu (inverzu)).

Prvi aksiom ni nujen, ker je dvočlena operacija že tudi sama zaprta. Kadar rečemo, da je * operacija na grupi, nam ni potrebno pokazati, da je tudi zaprta. Po navadi znak * opustimo in pišemo a b za operacijo a * b. Včasih uporabimo za operacijo znak +, še posebej, če je grupa Abelova.
Iz teh aksiomov lahko izvedemo kar nekaj pomembnih posledic. Lahko, na primer, pokažemo, da ima grupa natanko en nevtralni element in, da za vsak element obstaja natanko en obratni element. Pokažimo, da ima vsak element grupe natančno en obratni element. Naj bo G poljubna grupa in a njen poljubni element. Recimo, da sta b in c obratna elementa a. Dokazati moramo, da je b = c. Ker sta b in c obratna elementa od a, zadoščata zadnjemu aksiomu iz definicije grupe:
a * b = b * a = e,
a * c = c * a = e.
Ko uporabimo predzadnji aksiom na elementu b, dobimo:
b = e * b.
Od tod sledi z uporabo enakosti a * c = c * a = e:
b = (c * a) * b.
Z zakonom o združevanju faktorjev sedaj pridemo do:
b = c * (a * b).
Od tod dobimo z uporabo enakosti a * b = b * a = e:
b = c * e.
Če sedaj uporabimo zakon o nevtralnem elementu na elementu c, dobimo:
b = c.
To smo hoteli dokazati. Lastnosti grup raziskuje osnovna teorija grup. Po navadi operacijo, karkoli že je, označimo z množenjem in pišemo a * b (ali kar a b) za produkt a in b, 1 za nevtralni element in a−1 za obratni element a. V tem primeru rečemo, da je grupa zapisana multiplikativno. Kdaj pa grupo zapišemo aditivno in pišemo a + b za vsoto a in b, 0 za nevtralni element in -a za obratni element a.
Grupa je Abelova, če je operacija * komutativna, oziroma, če za vsak a, b {\displaystyle \in } G, velja a * b = b * a. (V tem primeru grupo velikokrat zapišemo aditivno, ne pa vedno.)
Grupa je končna, če ima končno število elementov. V tem primeru je moč grupe, označena z |G| ali z o(G), število elementov in je enaka kardinalnemu številu množice G.

## Osnovni primeri

### Cela števila
Grupa, ki jo spoznamo v osnovni šoli je množica celih števil Z pod seštevanjem. Naj je Z množica celih števil {...,-6,-5,-4,-3,-2,-1,0,1,2,3,4,5,6...} in naj znak + kaže na operacijo seštevanja. Potem je par (Z,+) grupa zapisana aditivno.
Dokaz:
1. Če sta a in b celi števili, potem je a + b celo število (Zakon o zaprtosti).
2. Če so a, b in c cela števila, potem velja (a + b) + c = a + (b + c) (Zakon o združevanju faktorjev (Zakon o asociativnosti)).
3. Število 0 je celo število. Za vsako celo število a velja 0 + a = a + 0 = a (Zakon o nevtralnem elementu).
4. Če je a celo število, potem obstaja celo število b = -a, za katerega velja a + b = b + a = 0. (Zakon o obratnem elementu).

### Cela števila z množenjem?
Imejmo kakor zgoraj množico celih števil Z in operacijo množenja, označeno z *. Ali je par (Z,*) grupa?
1. Če sta a in b celi števili, potem je a * b celo število (Zakon o zaprtosti).
2. Če so a, b in c cela števila, potem velja (a * b) * c = a * (b * c) (Zakon o združevanju faktorjev (Zakon o asociativnosti)).
3. Nevtralni element je število 1, saj velja a * 1 = 1 * a = a za vsako celo število a.
4. V množici Z ne obstaja tako število b, da velja a*b = b*a = 1, razen za a= 1 in -1. Ker vsak element nima svojega inverznega elementa, množica celih števil ni grupa za množenje.

### Racionalna števila z množenjem?
Imejmo množico racionalnih števil Q, to je takšno množico števil a/b, v kateri so a in b cela števila in b ≠ 0, ter operacijo množenja, označeno z *. Ali je par (Q,*) grupa? Ne. Racionalno število 0 pripada množici Q vendar nima multiplikativnega obratnega elementa. Kakor (Z,*) je tudi (Q,*) polgrupa(asociativen grupoid) in ni grupa.
Če privzamemo, da sta a ≠ 0 in b ≠ 0,  množica ne vsebuje števila 0 in jo označimo z Q\{0}). V tem primeru par (Q\{0},*) tvori grupo. Obratni element a/b je b/a. Lahko enostavno preverimo tudi druge aksiome.

### Premiki ravnine?
Premik (translacija) ravnine je togi premik vsake točke ravnine v določeni smeri za določeno razdaljo. Primer takšnega premika ravnine je gibanje v severovzhodni smeri za 2 km. Če imamo dva takšna premika a in b, ju lahko sestavimo v nov premik a o b, kot sledi: najprej sledimo predpisu b in nato a. V tem primeru je a gibanje v severovzhodni smeri za 2 km, b gibanje v jugovzhodni smeri za 2 km. Njuno sestavljeno gibanje pa je a o b ali gibanje proti vzhodu za √8 km (za geometrijski pomen glej Pitagorov izrek).
Množica vseh premikov ravnine z operacijo sestave (kompozicije) o tvori grupo:
1. Če sta a in b premika, potem je a o b tudi premik (Zakon o zaprtosti).
2. Če so a, b in c premiki, potem velja (a o b) o c = a o (b o c) (Zakon o združevanju faktorjev (Zakon o asociativnosti)).
3. Nevtralni element takšne grupe je premik s predpisom: gibanje 0 km v katerokoli smer.
4. Obratni element premika je dan z gibanjem v obratni smeri za enako razdaljo.

To je Abelova grupa in prvi primer nezvezne (nediskretne) Liejeve grupe - grupe, katere temeljna množica je mnogoterost.

### Grupe simetrij
Grupe so zelo pomembne pri opisovanju simetrije mnogih objektov: geometrijskih kot je tetraeder ali algebrskih, kot je množica enačb. Kot zgled preučimo kvadratno kamnito ploščo z določeno debelino. Da lahko opišemo njeno simetrijo, sestavimo množico vseh togih premikov plošče, ki se na oko ne razlikujejo. Če jo, na primer, zasučemo za 90°, bo po videzu enaka. Na ta način je takšen premik en element naše množice. Označimo ga z R. Ploščo lahko zasučemo vodoravno tako, da spodnja stran gleda navzgor. Tudi sedaj bo plošča izgledala enako. In prav tako je to element naše množice. Označimo ga s T. Obstaja pa seveda tudi premik, ki ne naredi nič. Označimo ga z I. Če imamo sedaj dve takšni gibanji a in b, lahko določimo njuno sestavo (kompozicijo) a o b kot zgoraj. Najprej izvedemo gibanje b in nato gibanje a. Po takšnem gibanju bo plošča izgledala enako. Množica vseh tistih gibanj z operacijo sestave (kompozicije) tvori grupo. Takšna grupa je najbolj zgoščen opis simetrije plošče. Kemiki pri opisovanju simetrije kristalov uporabljajo prav takšne tipe grup simetrij. Poglejmo simetrijo naše plošče še malo bolj natančno. Imamo tri elemente R, T in I. Vendar jih lahko sestavimo še več. Na primer R o R, ali zapisano kot R2 je obrat plošče za 180°. Smer sukanja pri tem ni pomembna. R3 je zasuk plošče za 270° v smeri urinega kazalca. Enak zasuk je zasuk za 90° v nasprotni smeri urinega kazalca. Vidimo tudi, da velja T2 = I in R4 = I. Kakšno je pri tem gibanje R o T? Najprej imamo zasuk v vodoravni smeri in nato zasuk. Poskušajmo si predstavljati, da velja R o T = T o R3. Hkrati R2 o T predstavlja vodoravni zasuk in je enak T o R2.
Ta grupa je v bistvu končna in ima moč 8. Vse kar želimo vedeti o njej lahko zapišemo v tabeli množenja:
| o    | I    | T    | R    | R2   | R3   | R T  | R2 T  | R3 T |
| ---- | ---- | ---- | ---- | ---- | ---- | ---- | ----- | ---- |
| I    | I    | T    | R    | R2   | R3   | R T  | R2 T  | R3 T |
| T    | T    | I    | R3 T | R2 T | R T  | R3   | R2    | R    |
| R    | R    | R T  | R2   | R3   | I    | R2 T | R'3 T | T    |
| R2   | R2   | R2 T | R3   | I    | R    | R3 T | T     | R T  |
| R3   | R3   | R3 T | I    | R    | R2   | T    | R T   | R2T  |
| R T  | R T  | R    | T    | R3 T | R2 T | I    | R3    | R2   |
| R2 T | R2 T | R2   | R T  | T    | R3 T | R    | I     | R3   |
| R3 T | R3 T | R3   | R2 T | R T  | T    | R2   | R     | I    |

Tabela prikazuje sestavo (kompozicijo) za poljuben par elementov iz grupe. Vsak element se pojavi v vsaki vrstici in v vsakem stolpcu natanko enkrat. To ni naključje. Tukaj smo namesto R3 o T krajše zapisali »R 3 T«.
Matematiki poznajo to grupo kot diedrsko grupo moči 8 in jo imenujejo D4 ali D8, odvisno od vira. To je bil prvi primer neabelove grupe. Operacija grupe o ni komutativna, kar lahko vidimo iz tabele. Tabela vzdolž glavne diagonale ni simetrična.

### Matrične grupe
Če je n poljubno pozitivno celo število, lahko premislimo o množici vseh obrnljivih n × n matrik iz množice realnih števil. To je grupa z matričnim množenjem kot operacijo grupe. Imenuje se splošna linearna grupa, GL(n). Geometrijsko vsebuje vse kombinacije transformacij vrtenja, zrcaljenja, raztezanja in krivljenja n razsežnega evklidskega prostora preko dane nepomične točke (izhodišča).
Če se omejimo na matrike z determinantami enakimi 1, dobimo novo grupo, posebno linearno grupo, SL(n). Ta geometrijsko vsebuje vse elemente GL(n), ki ohranjajo tako smer in prostornino različnih geometrijskih teles v evklidskem prostoru.
Če pa se omejimo na ortogonalne matrike, dobimo ortogonalno grupo, O(n). Ta geometrijsko vsebuje vse kombinacije vrtenj in zrcaljenj z nepomičnim izhodiščem. To so prav transformacije, ki ohranjajo dolžine in kote.
Če združimo obe omejitvi, dobimo posebno ortogonalno grupo SO(n), ki vsebuje samo vrtenja.
Vse te grupe so prvi primeri neskončnih neabelovih grup, ki so tudi Liejeve grupe.
Če to posplošimo na matrike s kompleksnimi števili, dobimo še več uporabnih Liejevih grup, ko je enotska grupa U(n). Takšne grupe lahko obravnavamo tudi popolnoma algebrsko z matrikami iz kateregakoli obsega, vendar takšne grupe niso Liejeve.

### Prosta grupa z dvema generatorjema
Prosta grupa z dvema generatorjema a in b vsebuje vse končne znakovne nize, ki jih lahko oblikujemo iz štirih znakov a, a-1, b in b-1 tako, da se noben a neposredno ne pojavi poleg a-1 in noben b poleg b-1. Dva takšna znakovna niza lahko povežemo in spremenimo v znakovni niz tega tipa s ponavljajočo zamenjavo »prepovedanega« podniza s praznim znakovnim nizom. Na primer: znakovni niz "a b a b-1" povezan z znakovnim nizom "a b a b-1 a" nam da znakovni niz "a b a b-1 a-1 a b a b-1 a", ki ga skrčimo na "a b a a b-1 a". Preverimo lahko, da množica takšnih znakovnih nizov s to operacijo tvori grupo z nevtralnim elementom, praznim znakovnim nizom ε ≡ "". Po navadi narekovaje opustimo, zaradi česar potrebujemo znak &epsilon.
To je naslednji primer neskončne neabelove grupe.
Proste grupe so pomembne v algebrski topologiji. Prosto grupo z dvema generatorjema se potrebujejo tudi pri dokazu paradoksa Banacha-Tarskega.

### Še nekaj primerov končnih grup
Glej seznam malih grup za še druge primere.

## Teorija grup
Za primerjavo grup potrebujemo orodja kot so homomorfizmi grup in lahko nove grupe oblikujemo iz starih s pojmi podgrupe, normalne podgrupe, faktorske grupe, središča grupe, izpeljane grupe in produkti grup, še posebej poldirektni in direktni produkti. Pri proučevanju teh pojmov naletimo na Lagrangeov izrek, osnovni izrek o homomorfizmih in izreke o izomorfizmu. Pomembno orodje pri tem je pojem somnožice dane podgrupe.
Pri natančnejšem raziskovanju mrež podgrup dane končne grupe nam pomaga zamisel p-grupe in Sylowi izreki. Dodatno pomoč pri dokazovanju teh izrekov nam nudi zamisel o učinku grupe.
V celoti lahko opredelimo tudi ciklične ali urne grupe, ki jih lahko pridelamo iz enega elementa. Vse ciklične grupe so Abelove. Še bolj splošno velja. Vse grupe pridelane v končnem (in še posebej končne) Abelove grupe lahko v celoti opredelimo z izrekom, ki ima široko uporabo. (Glej končnoporojena Abelova grupa).
Zaplete se, ko se dotaknemo končnih neabelovih grup. Vsaka končna grupa je zgrajena iz enostavnih grup. Z znamenitim orjaškim klasifikacijskim izrekom lahko opredelimo vse končne enostavne grupe (glej klasifikacija končnih enostavnih grup. Rešljive in nilpotentne grupe so pomembne ker se neprestano pojavljajo v Galoisovi teoriji pri opredelitvi tistih polinomskih enačb, ki jih lahko rešimo s koreni (radikali).
Pomembno orodje v teoriji grup je pojem prikaza grupe. V osnovi želimo »prikazati« dano abstraktno grupo s stvarno grupo obrnljivih matrik, ki so enostavnejše za proučevanje.
Pri označevanju abstraktne grupe pogostokrat uporabimo generatorje in relacije (glej upodobitev grupe). S tem se porajajo vprašanja, na primer: »Ali ti dve upodobitvi označujeta izomorfni grupi?«, »Ali ta upodobitev označuje trivialno grupo?«. Precej podobnih vprašanj je nerešljivih s splošnim algoritmom (glej na primer besedni problem za grupe).

## Uporabe
Grupe uporabljamo v celotni matematiki, velikokrat za opis notranje simetrije drugih struktur, v obliki avtomorfizma grup.
V Galoisovi teoriji, ki je zgodovinsko gledano zečetek pojma grupe, uporabljamo grupe za opis simetrij enačb s polinomskimi koreni.
V algebrski topologiji uporabljamo grupe za opisovanje invariant v topoloških prostorih. Imenujemo jih »invariante«, ker so določene na način, pri katerem se ne spremenijo, če je prostor pod vplivom kakšnega popačenja (deformacije). Zgledi za takšne grupe so: fundamentalna grupa, homološke grupe in kohomološke grupe.
Pojem Liejeve grupe je pomemben pri raziskovanju diferencialnih enačb in mnogoterosti. S pojmoma združujemo analizo in teorijo grup in sta zato primerna objekta pri opisovanju simetrij analitičnih struktur. Analiza takšnih in podobnih grup se imenuje harmonična analiza.
V kemiji uporabljamo grupe za opredelitev kristalnih zgradb, pravilnih poliedrov in simetrij molekul.
V fiziki so grupe pomembne ker opisujejo simetrije, katerim so podvrženi naravni zakoni. Fiziki se zelo zanimajo za prikaze grup, še posebej za Liejeve grupe, ker nakazujejo »primerne« fizikalne teorije.
Abelove grupe so osnova drugim strukturam, ki jih proučuje abstraktna algebra kot so kolobarji, obsegi in moduli.

### Posplošitve
Liejeve grupe, algebrske grupe in topološke grupe so primeri grupnih objektov: grupa kot strukture leži v kategoriji. Zakoni oblikovnih grup so določene oblikovne potenčne vrste, katerih lastnosti so zelo podobne grupni operaciji.
V raziskovanju topoloških in analitičnih struktur nastopajo grupoidi, ki so podobni grupam, s tem, da sestava (kompozicija) a * b ni nujno določena za vse elemente a in b. Grupoidi so posebna vrsta kategorij.